# Renán Addles
Renán Yorel Addles Daniels (Colón, 7 novembre 1989) è un calciatore panamense, attaccante dell'Arabe Unido.

## Caratteristiche tecniche
È una punta centrale.

## Carriera

### Club
Comincia a giocare nelle giovanili del Chorrillo. Nel 2006 viene acquistato dall'Arabe Unido. Nel 2008 si trasferisce all'Atlético Huila. Nel 2009 torna al Chorrillo. Nel 2010 passa al The Strongest. Nel 2011 viene ceduto all'Aurora. Nel 2012 torna per la terza volta al Chorrillo. Dopo aver giocato per varie squadre fra il 2013 e il 2014, nel 2015 viene acquistato dall'Arabe Unido. Nel 2016 viene ceduto in Perù, al Juan Aurich. Nel gennaio 2017 torna all'Arabe Unido

### Nazionale
Debutta in Nazionale l'8 febbraio 2011, in Perù-Panama (1-0). Ha collezionato in totale, con la maglia della Nazionale, 9 presenze.

## Palmarès

### Club

#### Competizioni nazionali
- Asociación Nacional Pro Fútbol: 2

Arabe Unido: 2008, 2014-2015